# José Luis Praddaude
José Luis Praddaude est un arbitre de football argentin.

## Biographie
José Luis Praddaude arbitre la finale retour de la Copa Libertadores 1960 entre le Club Olimpia et le CA Peñarol et les finales aller et retour de la Copa Libertadores 1961 entre le SE Palmeiras et le CA Peñarol. Il est ainsi l'unique arbitre à avoir officié lors des deux matchs de la finale d'une édition dans l'histoire de la Copa Libertadores. Il dirige aussi la finale aller de la Coupe intercontinentale 1960 entre le CA Peñarol et le Real Madrid CF et le match d'appui de la Coupe intercontinentale 1961 entre le Benfica Lisbonne et le CA Peñarol.